# Itagi, Yelbarga
Itagi là một làng thuộc tehsil Yelbarga, huyện Koppal, bang Karnataka, Ấn Độ.